# همسر مزاحم
همسر مزاحم فیلمی ۳۵ میلیمتری سیاه و سفید به کارگردانی سرژ آزاریان محصول سال ۱۳۳۳ است.

## خلاصه داستان
مرد هوسرانی که دائماً در پی شکار زن‌ها است، در حالی که آخرین شکارش را به چنگ آورده، به دام همسر هوشیارش می‌افتد و به شدت تنبیه می‌شود.